# Anne-Marie Olivier
Pour les articles homonymes, voir Olivier (homonymie).
Anne-Marie Olivier est une comédienne, auteure, metteuse en scène et directrice artistique (de 2012 à 2022) québécoise née en 1973 à Arthabaska (maintenant fusionnée à Victoriaville),.

## Biographie

### Études
Anne-Marie Olivier obtient une majeure en études cinématographiques à l'Université de Montréal en 1992,. C'est ensuite au Conservatoire d'art dramatique de Québec qu'elle poursuit sa formation; elle y suit des cours en écriture et en interprétation jusqu'en 1997,.

### Carrière
En 2004, son spectacle solo Gros et détail est un succès, autant au Québec qu'en Europe et en Afrique, et sa performance a été soulignée par le Prix d’interprétation Paul Hébert aux Prix de la culture de la Ville de Québec,. Elle remporte aussi pour ce spectacle le prix Masque du public Loto-Québec à la Soirée des Masques 2005, signe que son travail obtient aussi un succès populaire.
Comme comédienne, elle a joué notamment dans Vie et mort du roi boiteux, mis en scène par Frédéric Dubois et dans Les Troyennes, Les Trois Sœurs, Forêts et Temps, quatre pièces mises en scène par Wajdi Mouawad
Anne-Marie Olivier travaille comme codirectrice générale et directrice artistique du Théâtre du Trident de 2012 à 2022, en plus d'être fondatrice et directrice artistique de la compagnie de théâtre Bienvenue aux dames,. Elle est considérée comme une figure importante du théâtre à Québec,.
Certaines de ses oeuvres sont associées au conte urbain, c'est-à-dire des pièces qui décrivent, pour la plupart, des actions se déroulant en ville et des représentations souvent empreintes d'une complicité entre le conteur et le public. Anne-Marie Olivier dit d'ailleurs que le conte urbain « n'engage à rien, il engage à tout ; parce qu'apparemment restrictif, il donne à l'auteur une infinie liberté dans la structure, dans l'oralité, dans la musicalité. » Les œuvres d'Anne-Marie Olivier qui s'inscrivent dans ce genre littéraire sont Gros et Détail et Annette, même si l'écriture d'Olivier est davantage issue d'une forme hybride entre le conte urbain et la dramaturgie spécifiquement théâtrale, et même si l'usage de la narration, typique au conte, est fréquent au sein de son œuvre générale.
C'est avec Véronique Côté à la mise en scène qu'Anne-Marie Olivier opère sa suite de pièces qui prennent la forme d'un cycle (Faire l'amour et Venir au monde),. Les deux artistes ont des visions en commun. En effet, elles sont toutes les deux « connues pour leur théâtre inquiet d’un monde à la dérive mais plein d’espoir pour l’humanité».
Aux jeux de la francophonie à Niamey, au Niger, elle a représenté le Québec comme conteuse en 2005.

## Représentations de ses pièces en ordre chronologique
- Gros et détail : La pièce a été présentée à Québec au Théâtre Premier Acte en 2003 et au Théâtre de la Bordée en 2004. Elle a été mise en scène par Kevin McCoy et Érika Gagnon[23],[24]. Il s'agit d'une production de la compagnie Bienvenue aux dames![18]. En plus du Québec, la pièce a connu du succès en tournée en Europe et en Afrique[25].
- Le psychomaton : La pièce a été présentée à Québec au Théâtre Périscope en 2008 puis à Montréal au Théâtre d'Aujourd'hui en 2009. Elle a été mise en scène par Véronika Makdissi-Warren et est une création du groupe Ad Hoc. Le texte avait déjà été lu en lecture publique au Théâtre Périscope en 2005[26].
- Annette : La pièce a été présentée à Québec au Théâtre Périscope en 2009 et à Montréal à la Grande Licorne en 2012[27] et a été mise en scène par Kevin McCoy. Il s'agit d'une production de la compagnie Bienvenue aux dames![28].
- Mon corps deviendra froid : La pièce a été présentée à Montréal au Théâtre de Quat'Sous et a été mise en scène par Stephan Allard[29].
- Scalpée : La pièce a été présentée à Montréal au Théâtre Espace Libre en 2009 et à Québec au Théâtre La Bordée en 2009 aussi. Elle a été mise en scène par Véronique Côté. C'est un drame sombre politisé et engagé qui coïncide avec le mouvement Idle no more et qui aborde la crise d'Oka, survenue au Québec en 1990[30].
- Faire l'amour : La pièce a été présentée à Québec au Théâtre Périscope en 2014 et à Montréal au Théâtre Espace Libre en 2014 aussi. Elle a été mise en scène par Véronique Côté. Une des particularités de la pièce est qu'elle en est une qui est documentaire. C'est à partir de questionnaires remplis anonymement par le grand public et de rencontres qu'Anne-Marie Olivier a pu écrire Faire l'amour. Il s'agit d'une production de la compagnie Bienvenue aux dames![31].
- Venir au monde : La pièce a été présentée à Québec au Théâtre du Trident en 2017 dans une mise en scène de Véronique Côté. L'œuvre d'Olivier possède une fois de plus une dimension documentaire, est le fruit d'histoires vraies[32].
- Maurice : Le spectacle a été créé à Montréal au Centre du Théâtre d'Aujourd'hui le 24 mars 2020, puis du 13 au 31 octobre au Théâtre Périscope, produit par le Théâtre Bienvenue aux dames! Il a également été présenté au Jamais Lu Québec, au Jamais Lu Montréal, à Notre-Dame des prairies et aux Fenêtres de la création.
- Quinze façons de te retrouver : La pièce a été présentée à Québec au Théâtre du Trident en 2023 dans une mise en scène de Maryse Lapierre[1].

## Anne-Marie Olivier comme comédienne

### Performances acclamées par la critique
- Les Trois Sœurs d'Anton Tchekhov (2002 et 2010, mise en scène de Wajdi Mouawad).
- Gros et Détail d'Anne-Marie Olivier (2003 et 2004, mise en scène de Kevin McCoy et d'Érika Gagnon).
- Forêts de Wajdi Mouawad (2005, mise en scène de Wajdi Mouawad).
- La nuit des rois ou ce que vous voudrez (2011, mise en scène de Jean-Philippe Joubert)[33].

## Œuvres

### Théâtre
- Gros et détail, Montréal, Dramaturges, 2005, 70 p.  (ISBN 978-2-92218-265-1)
- Le Psychomaton, Montréal, Dramaturges, 2007, 144 p.  (ISBN 978-2-92218-291-0)
- Mon corps deviendra froid, Montréal, Dramaturges, 2011, 99 p.  (ISBN 978-2-89637-026-9)
- Annette : une fin du monde en une nanoseconde, Montréal, Dramaturges, 2012, 53 p.  (ISBN 978-2-89637-051-1)
- Gros Paul, Montréal, Planète rebelle, Coll. Muthos, livre + CD, 2014, 69 p.  (ISBN 978-2-92417-419-7)
- S'appartenir(e), Montréal, Éditions A10 (Atelier 10), coll. Pièces, 2015, 102 p.  (ISBN 978-2-92442-969-3)
- Faire l'amour, Montréal, Éditions A10 (Atelier 10), coll. Pièces, 2014, 109 p.  (ISBN 978-2-92442-916-7)
- Venir au monde, Montréal, Éditions A10 (Atelier 10), coll. Pièces, 2017, 101 p.  (ISBN 978-2-89759-303-2)
- Maurice, Longueuil (Québec), L'Instant même, Collection L'instant scène, 2020, 52 pages. (ISBN 978-2-89502-439-2)

### Ouvrages collectifs: théâtre et contes
- Boa Constrictor dans Collectif, Les zurbains en série 1, Montréal, Dramaturges, coll. Théâtre, 2005, 324 p.  (ISBN 978-2-92218-267-5)
- Un jeudi soir à l'espo dans Marie Brasard (Dir.), Regards-9, Carnières-Morlanwelz (Belgique), Lansman, 2008, 104 p.  (ISBN 978-2-87282-666-7)
- Ti-Louis et l'avare dans Jocelyn Bérubé (Dir.), 7 péchés, quand le musée parle au Diable!, livre avec DVD, Planète Rebelle, Coll. Paroles, 2009, 82 p.  (ISBN 978-2-92252-898-5)

### Filmographie

#### Au cinéma
- 2021 : Candidat vedette de Tom Rodrigue.

#### À la télévision
- 2014 : Complexe G
- 2021 : Réplique

## Honneurs
- 2005 - Masque du public Loto-Québec (choix du public, dramaturgie), Gros et détail
- 2005 - Prix Paul-Hébert (interprétation), Gros et détail[34]
- 2018 - Prix du Gouverneur général en littérature (dramaturgie), Venir au monde[35]
- 2022 Médaille de La Ville de Québec
- 2023 Prix Théâtre Paul Hébert Meilleure Interprétation pour Maurice
- 2023 Prix Théâtre du meilleur texte original 15 façons de te retrouver